# Pollyanna McIntosh
Ne doit pas être confondu avec Yanna McIntosh.
Pour les articles homonymes, voir McIntosh.
Pollyanna McIntosh, née le 15 mars 1979 en Écosse, est un mannequin et actrice écossaise.

## Biographie
Pollyanna McIntosh commence son métier d'actrice à l'âge de seize ans, apparaissant à Londres dans quelques productions indépendantes au cinéma et au théâtre.
En 2004, elle se rend à Los Angeles et dirige la production théâtrale The Woolgatherer avec Anne Dudek et David Dyan Fisher. 
En 2005, elle obtient son premier rôle cinématographique dans le film Headspace, que suivent en 2007 la comédie Tous les nombres du sexe et le thriller 9 Lives of Mara dans lequel elle interprète le rôle de la protagoniste. 
En 2009, elle est Brunette dans le thriller Exam de Stuart Hazeldine, et est proposée aux BAFTA Awards 2010 et aux Raindance Award pour les British Independent Films Awards 2009.
En 2011, elle joue dans le film d'horreur Offspring le rôle d'une femme cannibale, rôle qu'elle reprend dans The Woman pour lequel elle est proposée au prix de la meilleure actrice au Fangoria Chainsaw Awards.
En même temps, Pollyanna McIntosh continue à faire une carrière dans le monde de la mode. En 2004, elle est proposée au titre de mannequin de l'année par la revue britannique The Face, et apparait dans le Calendrier Pirelli au mois de décembre 2004, photographiée par Nick Knight. En outre, elle paraît sur UK Vogue et travaille avec le photographe David Bailey pour la campagne publicitaire des magasins Evans et pour son livre de photos Bailey's Democracy. 
En 2016, elle joue Angel dans Hap and Leonard.
En 2017, elle est recrutée par la série à succès The Walking Dead et apparaît au cours de la saison 7 pour incarner Jadis, chef d'une communauté mystérieuse appelée « La Décharge » (ou « Garbage Kids » en V.O.), qui se rangera aux côtés du grand Negan et ses terribles Sauveurs.

## Filmographie

### Cinéma
- 2005 : Headspace : Stacy
- 2007 : 9 Lives of Mara : Mara / Maria
- 2007 : Sex and Death 101 : Thumper (#64)
- 2007 : Bats: Human Harvest : Katya
- 2009 : All Ages Night : Varela
- 2009 : Exam : Brunette
- 2009 : Land of The Lost : Pakuni Woman
- 2009 : Offspring : The Woman
- 2010 : Burke and Hare : Mary
- 2010 : The Politics of Dancing : Shelly
- 2011 : The Woman : The Woman
- 2012 : Him Indoors : Lizzie
- 2012 : I Do : Catherine
- 2012 : The Famous Joe Projet : Nova
- 2013 : Foxy and Marina : Marina
- 2013 : Blue Dream : Amanda
- 2013 : Noise Matters : Rose
- 2013 : Love Eternal : Naomi Clarke
- 2013 : Filth : Size Queen
- 2013 : Prevertere : Irene
- 2013 : Carlos Spills the Beans : Hot Girl
- 2013 : Como Quien No Quiere La Cosa : Missis Terrier
- 2014 : Let Us Prey : PC. Rachel Heggie
- 2014 : The Herd : Fermale Captor
- 2014 : The Blood Lands : Sarah
- 2015 : Tales of Halloween : Bobbie
- 2016 : Natives
- 2017 : Blood Ride : Trigga

### Télévision
- 2009 : Taggart : Morag Shearer (1 épisode)
- 2011 : Dani's House : Mystery Astronaut (1 épisode)
- 2012 : Book Club : Sexy Yoga Student (1 épisode)
- 2013 : Waterloo Road : Olivia McAllister (1 épisode)
- 2013 : Bob Servant Independent : Philippa Edwards (5 épisodes)
- 2013 : Casualty : Georgia Bates (1 épisode)
- 2013 - 2014 : M.I.High : Crime Minister / Crime Minster / Jenny Lane (13 épisodes)
- 2016 : Hap and Leonard : Angel (6 épisodes)
- 2017 : The Last Tycoon : Vera Chase (1 épisode)
- 2017-2018 : The Walking Dead : Jadis / Anne (24 épisodes - saison 7 à 9)
- 2020 : Les Nouvelles Aventures de Sabrina : Metatron
- 2021 : Vikings: Valhalla : Ælfgifu du Danemark
- 2021 : The Walking Dead: World Beyond : Jadis (5 épisodes)
- 2024 : The Walking Dead: The Ones Who Live : Jadis
- 2024 : Outer Banks : Dalia (rôle récurrent - saison 4)

### Jeux vidéo
- 2010 : Dante's Inferno : Bella (voix)
- 2017 : La Terre du Milieu : L'Ombre de la guerre : Shelob (voix)

## Vie privée
Elle a été mariée avec l'acteur Grant Show de 2004 à 2011.  